# Atractodes rufiventris
Atractodes rufiventris är en stekelart som först beskrevs av William Harris Ashmead 1896.  Atractodes rufiventris ingår i släktet Atractodes och familjen brokparasitsteklar. Inga underarter finns listade.